# Bivibranchia velox
Bivibranchia velox är en fiskart som först beskrevs av Eigenmann och Myers 1927.  Bivibranchia velox ingår i släktet Bivibranchia och familjen Hemiodontidae. Inga underarter finns listade.